# Aimée Sommerfelt
Œuvres principales
Maya aux yeux bleus
Aimée Sommerfelt (2 avril 1892 – 7 août 1975 ,) est une auteure norvégienne de littérature d'enfance et de jeunesse. 

## Biographie
Aimée Sommerfelt est surtout connue pour son livre édité en 1959, Maya aux yeux bleux (no). En 1961, ce livre a été traduit en anglais sous le titre The Road to Agra et publié aux États-Unis par Evelyn Ramsden. Pour The Road to Agra, Sommerfelt remporte le prix Jane Addams Children's Book Award en 1962  et le prix Josette Frank. 

## Vie privée
Sommerfelt est la fille d'un psychiatre, Henrik Arnold Thaulow Dedichen (en) (à ne pas confondre avec l'écrivain Henrik Arnold Thaulow Wergeland). 
Elle est mariée à Alf Sommerfelt (en), linguiste. Elle le suit lors de nombreux voyages à travers le monde. Elle s'inspire de ces voyages pour situer le cadre de ses livres
Elle est devenue aveugle à la fin de sa vie,. 

## Thèmes dans son œuvre
Ses livres mettent généralement en évidence des problèmes de justice sociale. Les enfants protagonistes sont placés dans des conditions difficiles, telles que la pauvreté et la guerre.

## Publications
Livres en français
- Maya aux yeux bleus (1963), illustrations de Luce Lagarde, traduit du norvégien par Marguerite Gay et Jane Veil GP, coll. Rouge et or Spirale[7]
- Le bungalow blanc[8] (1965)

Livres en anglais
- Miriam (1950)
- The Road to Agra (1959)
- The White Bungalow (1962)
- My Name Is Pablo (1964)
- No Easy Way (1967)

## Prix et distinctions
- 1962 :
  - Prix Jane Addams Children's Book Award pour Maya aux yeux bleux
  - Prix Josette Frank pour Maya aux yeux bleux
  - (international) « Honor List »[9], de l' IBBY, pour Maya aux yeux bleux
- 1966 : (international) « Honor List »[9], de l' IBBY, pour Pablo og de angre